# Bailey’s Crossroads
Bailey's Crossroads – jednostka osadnicza w Stanach Zjednoczonych, w stanie Wirginia, w hrabstwie Fairfax.